# Kamikaze (MC)
Rachid Baggasse (Países Bajos, 4 de marzo de 1970), conocido artísticamente como Kamikaze o Kami, es un rapero, productor y DJ de dub y roots reggae neerlandés afincado en España. Es integrante del grupo CPV y copropietario del sello discográfico Kinky Music y creador de la escena de series Bien sobre mal.

## Biografía
Comenzó su carrera a mediados de los 80 en la ciudad de Alicante, como componente del grupo Impuesto de Lujo, junto con MC Lee y DJ Toxic B.
Más tarde, ya en Madrid, formó un grupo llamado P.O.R., junto con Supernafamacho y DJ Toxic B. Posteriormente, los tres se unirían al grupo El Club de los Poetas Violentos (CPV), sacando una maqueta en 1991 y su primer LP, Madrid, zona bruta, en 1994.
Juntos, los componentes del grupo crean la discográfica Zona Bruta, de la que se desvinculan después del segundo lanzamiento del sello, aunque en él seguirán sacando sus siguientes trabajos. Entre 1996 y 1998, publicaron tres maxis y tres LP. En 2005 publicaron, bajo BoaCor, una reedición de su primer LP.
Durante la inactividad del grupo, ha colaborado con artistas como El Meswy, 7 Notas 7 Colores, Jotamayúscula, Mala Rodríguez, 995, R de Rumba y Violadores del Verso, entre otros.
Bajo el seudónimo de Kiki Sound  ha realizado colaboraciones con artistas en fiestas y festivales.
El 8 de agosto de 2009, CPV se volvió a reunir para dar un concierto en Madrid, seguido de otro en el Hipnotik Festival en Barcelona el 12 de septiembre de 2009.
Su última actuación fue en 2011 en el Festival Getafe En Vivo.
Tras el lanzamiento del álbum de CPV, Siempre, volvió a los escenarios junto a sus compañeros de grupo, actuando en los conciertos de Radio 3 y BoaFest, entre otros.

## Discografía

### Con CPV
- Maqueta 91 (Maqueta) (1991)
- Madrid, zona bruta (LP) (Superego, 1994)
- Y ahora ke, eh? (maxisencillo) (Zona Bruta]], 1996)
- La saga continua 24/7 (LP) (Zona Bruta, 1997)
- 9:30 Remix (maxisencillo) (Zona Bruta, 1998)
- Guannais/A muerte (maxisencillo) (Zona Bruta, 1998)
- Grandes planes (LP) (Zona Bruta, 1998)
- Madrid, zona bruta (Edición especial) (LP]]) (BoaCor, 2006)
- Siempre (LP) (BoaCor, 2012)

### En solitario
- Entre Raíces y Asfalto (2012)
- Cosas Simples (RapSolo, 2023)

### Colaboraciones
- El Meswy: Tesis doctoral (1997)
- 7 Notas 7 Colores: Hecho, es simple (1997)
- VKR: Hasta La Viktoria (1998)
- 7 Notas 7 Colores: Lo peor junto (1999)
- Jota Mayúscula Hombre Negro Soltero Busca... (2000)
- La Mala Rodríguez: Lujo Ibérico (2001)
- Poison: Ak-Rap-Erro (2001)
- Chulito Camacho: 18 Kilates (2002)
- La Mala Rodríguez: "Alevosía (2003)
- 995: Kompetición (2003)
- La Excepción: Cata Cheli (2003)
- KaseO: Quieres (2005)
- Hermanos Herméticos: Leyendas Legales (2005)
- Violadores del Verso: Gira 06/07 - Presente (2007)
- Lírico: Soldados del Día a Día (2012)
- Green Valley: Semillas(2017)